# Awi Kohen (piłkarz)
Awi Kohen, właśc. Awraham Kohen (hebr. אברהם כהן, ur. 14 listopada 1956 w Kairze, zm. 29 grudnia 2010 w Tel Awiwie) – izraelski piłkarz, reprezentant Izraela w piłce nożnej, grający na pozycji obrońcy.

## Życiorys
Kohen, zanim dołączył do drużyny Liverpoolu za kwotę 200 000 funtów w lipcu 1979, reprezentował Maccabi Tel Awiw. Nie otrzymał zbyt wielu szans pokazania się na stadionie Anfield i w listopadzie 1981 roku, powrócił do Maccabi. Jednak jego droga znów zaprowadziła go na Wyspy i w 1987 roku został zakupiony przez Rangers. Swoją karierę zakończył w drużynie Maccabi Netanja.
W reprezentacji Izraela rozegrał 51 spotkań, strzelając 3 bramki.
Zmarł 29 grudnia 2010 roku na skutek obrażeń poniesionych w wypadku drogowym 20 grudnia w Ramat Ganie. Lekarze w szpitalu w Tel Awiwie zdiagnozowali u niego śmierć mózgową